# Cosmosoma hanga
Cosmosoma hanga är en fjärilsart som beskrevs av Herrich-Schäffer 1854. Cosmosoma hanga ingår i släktet Cosmosoma och familjen björnspinnare. Inga underarter finns listade i Catalogue of Life.